# Nguyễn Khoa Chiêm
Nguyễn Khoa Chiêm (阮科占, Kỷ Hợi 1659–Bính Thìn 1736) tự Bảng Trung (榜中), tước Bảng Trung Hầu, là công thần trải hai triều chúa Nguyễn là Nguyễn Phúc Chu và Nguyễn Phúc Chú thời Lê trung hưng trong lịch sử Việt Nam. Ông là tác giả bộ sách Nam triều công nghiệp diễn chí, được soạn vào năm Kỷ Hợi (1719).

## Dòng tộc
Trong bộ Quý hương tiên nguyên dã sử của làng Triệu Tường, tỉnh Thanh Hóa có đoạn chép về dòng họ Nguyễn Khoa như sau:
Ông Nguyễn Ư Kỳ, nguyên thái phó triều Lê và là cậu ruột của tướng Nguyễn Hoàng. Năm Mậu Ngọ 1557 ông Ư Kỳ theo Nguyễn Hoàng vào trấn miền Nam. Khi đi ông có dẫn theo một người con nuôi mới lên sáu tuổi, tên là Nguyễn Đình Thân (1553-1633), vốn là người ở làng Trạm Bạc, huyện An Dương, phủ Kinh Môn, trấn Hải Dương (nay là tỉnh Hải Dương).
Ông Thân làm tướng trải hai triều chúa là Nguyễn Hoàng và Nguyễn Phúc Nguyên. Kể từ đó, con cháu ông thay nhau làm quan cho các chúa Nguyễn:
- Nguyễn Đình Khôi (1594-1678) con ông Thân, tước Thuần Mỹ nam. Năm 1636, chúa Nguyễn Phúc Lan dời phủ chúa từ vùng Bắc Thuận Hóa về làng Kim Long (huyện Hương Trà, nay thuộc huyện Phong Điền, Thừa Thiên), ông Khôi cũng đến nhập tịch ở huyện ấy và được phép chúa Nguyễn cho đổi thành họ Nguyễn Khoa[1]
- Nguyễn Khoa Danh (1632-1697), con ông Khôi, tước Cảnh Lộc bá.
- Và Nguyễn Khoa Chiêm chính là người con duy nhất của ông Danh và bà Lê Thị Am.

## Sự nghiệp
Sách Đại Nam liệt truyện Tiền biên chép: 
Nguyễn Khoa Chiêm, tiên tổ người Hải Dương...Chiêm ban đầu làm Thủ hạp. Năm Tân Tỵ (1701), tức năm thứ 10 đời Hiển Tông Hoàng đế (tức chúa Nguyễn Phúc Chu), mùa xuân, Chiêm cùng Văn chức Trần Đình Khánh các viên Cai cơ ngoại tả Tôn Thất Diệu và Nội hữu Tổng Phúc Tài đi Quảng Bình để đốc suất các quân đắp chính lũy. Canh Dần năm thứ 19 (1710) thăng (Chiêm) làm Cai hạp kiêm tri bạ.
Trần Đình Ân (sau này là cha vợ ông Chiêm) từng nói trước mặt chúa rằng Chiêm là người có tài. Chúa bèn tin dùng. Giáp Ngọ năm thứ 23 (1714), Chiêm cùng Ký lục Nguyễn Đăng Đệ bàn việc chuyên chở bằng thuyền và định múc thu tô thuế hàng năm để sung việc chi dùng của nhà nước. Ất Mùi năm thứ 24 (1715) thăng chức Câu kê kiêm Tri bạ, được dự bàn việc quân cơ. Mậu Tuất năm thứ 27 (1718) thăng chức Cai bạ phó đoán sự. Giáp Thìn năm thứ 33 (1724) thăng chức Tham chính Chánh đoán sự.
Đến khi tuổi già, Chiêm về trí sĩ ở quê nhà. Một hôm tắm gội, mặc triều phục trông về phía cửa khuyết (phủ chúa) lạy hai lạy rồi lên giường nằm mà mất (năm 1736, thời chúa Nguyễn Phúc Chú)...Sau khi mất, được tặng hàm Đại lý Thượng khanh, được ban tên thụy là Thuần Hậu.

## Tác phẩm chính
Năm thứ 22 đời chúa Nguyễn Phúc Chu (Kỷ Hợi 1719), Nguyễn Khoa Chiêm soạn Nam triều công nghiệp diễn chí (còn gọi là Trịnh Nguyễn diễn chí, Việt Nam khai quốc chí truyện, Nam triều Nguyễn chúa khai quốc công nghiệp diễn chí, Nam Việt chí, và Công nghiệp diễn chí). Bộ sách có Dương Thận Trai đề tựa, Nguyễn Giản viết lời bạt và Dương Công Tòng nhuận chính.
Sách gồm 2 tập, mỗi tập 8 quyển, gồm 30 hồi. Nội dung thuật lại sự nghiệp khai phá Đàng Trong của các chúa Nguyễn khởi từ Đoan quốc công Nguyễn Hoàng đem quân vào Thuận Hóa vào năm Mậu Ngọ (1558) và kết thúc khi chúa Nguyễn Phúc Trăn mất vào năm Tân Mùi (1691).

## Thê tử và gia quyến
Nguyễn Khoa Chiêm lấy Trần Thị Mận (1670- 1743) là con gái Cai bạ Trần Đình Ân làm vợ. Ông bà có cả thảy 12 người con, gồm 8 trai và 4 gái.
Trong số đó có người con trai thứ ba tên Nguyễn Khoa Đăng là viên quan giỏi, bởi tài xử kiện cáo, đủ trí xét ngay gian, cho nên được người đời gọi là "Bao công". Công lao nổi bật của ông là đã diệt được bọn cướp hung tợn ở truông Nhà Hồ và trừ được sóng dữ ở phá Tam Giang.

## Mộ phần

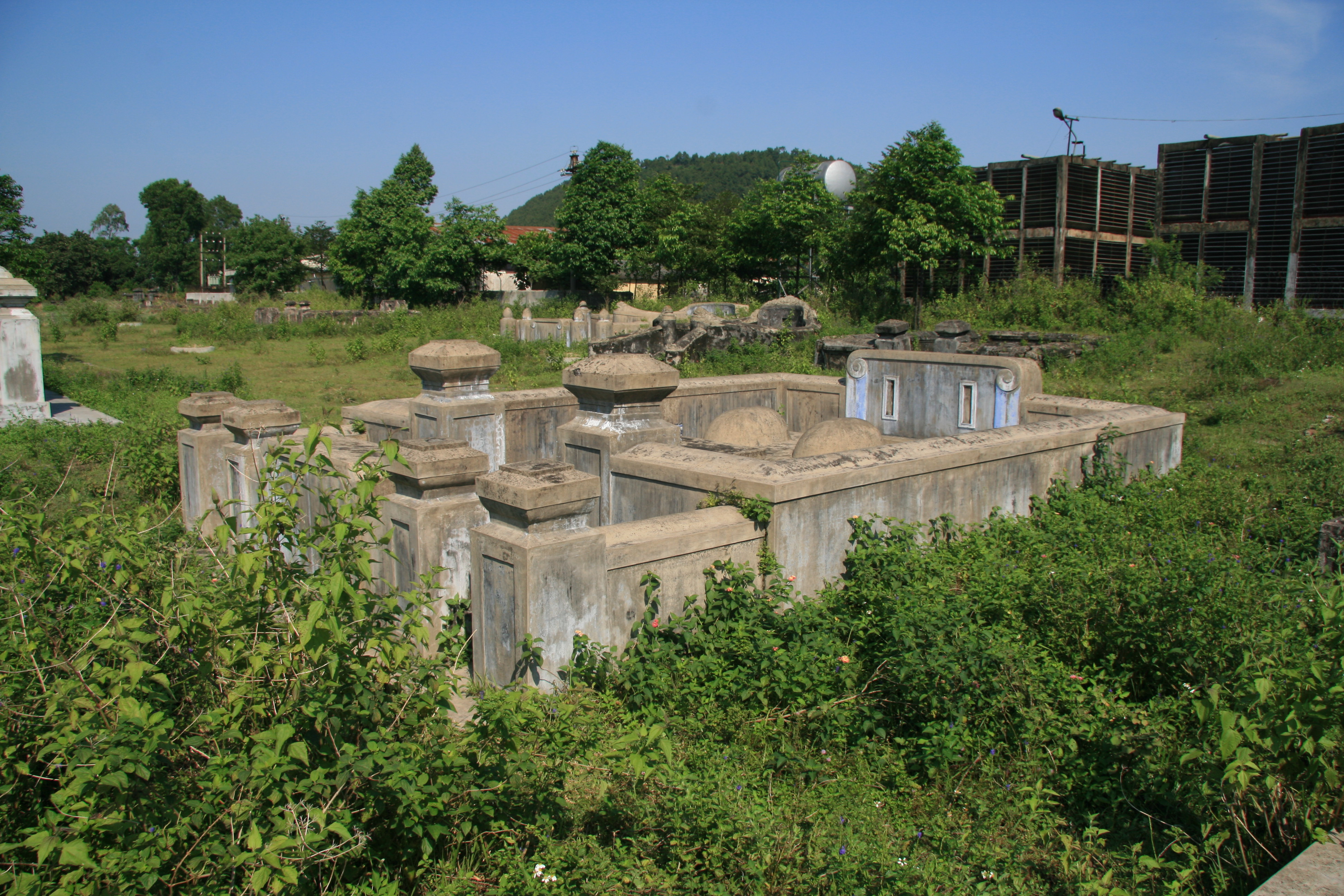
Mộ Nguyễn Khoa Chiêm và vợ là bà Trần Thị Mận

Mộ Nguyễn Khoa Chiêm nằm kề bên mộ vợ (song táng), tọa lạc tại đất nội táng (vườn giữa) của dòng họ Nguyễn Khoa, thuộc thôn Tứ Tây, xã Thủy An, thành phố Huế. 
Mộ ông hình chữ nhật, quay về hướng Nam, xung quanh la thành và phần mộ xây bằng gạch vồ, nguyên liệu xây dựng chủ yếu bằng vôi, mật mía, keo da trâu tạo thành một hợp chất như xi măng. La thành mộ dài 7,17m; rộng 4,80m; chỗ cao nhất cao 1,40m, giữa thành thấp nhất cao 0,94m.
Cách mộ ông khoảng 18m là mộ cải táng của Nguyễn Khoa Đăng.
Toàn thể khu mộ này đã được Bộ Văn hóa Thông tin công nhận di tích theo quyết định số 57/VH-QĐ ngày 18 tháng 1 năm 1993.